# Törpeszarvasok
A törpeszarvasok (Pudu) az emlősök (Mammalia) osztályának párosujjú patások (Artiodactyla) rendjébe, ezen belül a szarvasfélék (Cervidae) családjába és az őzformák (Capreolinae) alcsaládjába tartozó nem.

## Rendszertani besorolásuk és nevük
A Pudu taxon név használatát, 1850-ben John Edward Gray angol természettudós karolta fel. 1877-ben Alfred Henry Garrod angol zoológus, ennek az ellatinosított alakját, a Pudua-t javasolta, azonban ezt érvénytelennek minősítették. A szarvasfélék legkisebb képviselői, az Újvilágban kifejlődött őzformákhoz tartoznak. A „pudú” szó a dél-chilei mapucse indiánoktól származik. Mivel az Andok oldalain élnek, ezeket a kisméretű szarvasokat „chilei hegyi kecskének” is nevezik.

## Rendszerezésük
A nembe az alábbi 2 élő faj tartozik:
- északi törpeszarvas (Pudu mephistophiles) (de Winton, 1896)
- déli törpeszarvas (Pudu puda) (Molina, 1782) - típusfaj

### Fordítás
- Ez a szócikk részben vagy egészben  a   Pudú című angol Wikipédia-szócikk ezen változatának fordításán alapul.  Az eredeti cikk szerkesztőit annak laptörténete sorolja fel. Ez a jelzés csupán a megfogalmazás eredetét és a szerzői jogokat jelzi, nem szolgál a cikkben szereplő információk forrásmegjelöléseként.